# David "Fathead" Newman
David Newman, detto Fathead (Corsicana, 24 febbraio 1933 – Kingston, 20 gennaio 2009), è stato un sassofonista statunitense.
Nel corso della sua carriera ha lavorato con Ray Charles negli anni '50 e '60; Hank Crawford, B.B. King, Junior Mance, Eddie Harris, Charles Kynard, Herbie Mann, Jimmy McGriff, Shirley Scott e altri artisti.

## Discografia
- Fathead: Ray Charles Presents David 'Fathead' Newman (Atlantic, reg. 1958)
- The Sound of the Wide Open Spaces!!!!, con James Clay (Riverside, 1960)
- Straight Ahead (Atlantic, 1961)
- Fathead Comes On (Atlantic, 1962)
- House of David (Atlantic, 1967)
- Double Barrelled Soul (Atlantic, 1968) con Jack McDuff
- Bigger & Better (Atlantic, 1968)
- The Many Facets of David Newman (Atlantic, 1968)
- Captain Buckles (Cotillion, 1971)
- Lonely Avenue (Atlantic, 1972)
- The Weapon (Atlantic, 1973)
- Newmanism (Atlantic, 1974)
- Mr. Fathead (Warner Bros., 1976)
- Front Money (Warner Bros., 1977)
- Concrete Jungle (Prestige, 1978)
- Keep the Dream Alive (Prestige, 1978)
- Scratch My Back (Prestige, 1979)
- Resurgence! (Muse, 1981)
- Still Hard Times (Muse, 1982)
- Heads Up (Atlantic, 1987)
- Fire! Live at the Village Vanguard (Atlantic, 1989) con Hank Crawford, Stanley Turrentine
- Blue Head (Candid, 1989) con Clifford Jordan
- Blue Greens & Beans (Timeless, 1990) con Marchel Ivery & the Rein de Graaff Trio
- Return to the Wide Open Spaces (Amazing, 1990) con Ellis Marsalis Jr. & Cornell Dupree
- Bluesiana Triangle (Windham Hill, 1990) con Bluesiana Triangle
- Bluesiana II (Windham Hill, 1991) con Bluesiana Triangle
- Mr. Gentle Mr. Cool (Kokopelli, 1994)
- Under a Woodstock Moon (Kokopelli, 1996)
- Chillin' (HighNote, 1999)
- Keep the Spirits Singing (HighNote, 2001)
- Davey Blue (HighNote, 2001)
- The Gift (HighNote, 2003)
- Song for the New Man (HighNote, 2004)
- I Remember Brother Ray (HighNote, 2005)
- Cityscape (HighNote, 2006)
- Life (HighNote, 2007)
- Diamondhead (HighNote, 2008)
- The Blessing (HighNote, 2009)